# Pritha zebrata
Espèce
Synonymes
- Filistata zebrata Thorell, 1895

Pritha zebrata est une espèce d'araignées aranéomorphes de la famille des Filistatidae.

## Distribution
Cette espèce est endémique de Birmanie.

## Publication originale
- Thorell, 1895 : Descriptive catalogue of the spiders of Burma, based upon the collection made by Eugene W. Oates and preserved in the British Museum. London, p. 1-406 (texte intégral).